# Kaiserpokal 1964
Der Kaiserpokal 1964 war die 44. Austragung des Kaiserpokals, des höchsten japanischen Fußballpokalwettbewerbs. Sieger des Wettbewerbs waren die Yawata Steel und Furukawa Electric.

## Ergebnisse

### Gruppenphase

#### Gruppe A
| Pl. | Verein                      | Sp. | S | U | N | Tore    | Diff. | Punkte |
| --- | --------------------------- | --- | - | - | - | ------- | ----- | ------ |
| 1.  | Yawata Steel                | 4   | 4 | 0 | 0 | 012:300 | +9    | 08     |
| 2.  | Waseda-Universität          | 4   | 3 | 0 | 1 | 014:200 | +12   | 06     |
| 3.  | Mitsubishi Heavy Industries | 4   | 2 | 0 | 2 | 007:700 | ±0    | 04     |
| 4.  | Kansai-Universität          | 4   | 1 | 0 | 3 | 008:800 | ±0    | 02     |
| 5.  | Nihon-Universität           | 4   | 0 | 0 | 4 | 002:230 | −21   | 0      |

#### Gruppe B
| Pl. | Verein                     | Sp. | S | U | N | Tore    | Diff. | Punkte |
| --- | -------------------------- | --- | - | - | - | ------- | ----- | ------ |
| 1.  | Furukawa Electric          | 4   | 3 | 1 | 0 | 008:200 | +6    | 07     |
| 2.  | Toyo Industries            | 4   | 2 | 1 | 1 | 008:500 | +3    | 05     |
| 3.  | Hitachi                    | 4   | 2 | 0 | 2 | 008:100 | −2    | 04     |
| 4.  | Kwansei-Gakuin-Universität | 4   | 1 | 0 | 3 | 007:100 | −3    | 02     |
| 5.  | Meiji-Universität          | 4   | 1 | 0 | 3 | 006:100 | −4    | 02     |

### Finale
|              | Ergebnis |                   |
| ------------ | -------- | ----------------- |
| Yawata Steel | 0:0      | Furukawa Electric |